# XXI. legija Rapax
XXI. plenilska legija (latinsko Legio vigesima prima rapax) je bila rimska legija, ki jo je leta 31 pr. n. št. ustanovil kasnejši cesar Avgust, verjetno iz legionarjev drugih legij.  XXI. legijo so leta 92 uničili Sarmati. Njen simbol je bil kozorog.
Avgust je svojo novo legijo verjetno poslal v Tarakonsko Hispanijo na vojni pohod proti Kantabrom. Bila je tudi ena od petih legij, ki jih je Druz leta 16-15 pr. n. št. uporabil za zatrtje upora Retov. Po letu 15 pr. n. št. je bila legija nameščena v Castra Regina (Regensburg) v novi provinci Retiji. 
Po katastrofalnem rimskem porazu in izgubi treh legij v bitki v Tevtoburškem gozdu leta 9 je bila kot okrepitev premeščena v Spodnjo Germanijo, kjer je bazni tabor Castra Vetera (Xanten) delila s V. legijo Alaudae. Obe legiji sta se leta 14 n. št. uprli. Leta 43 sta bili premeščeni v Vindonisso v Gornji Germaniji. 
Od leta 46 do 69 je bila v Vindonissi s še dvema dvema kohortama pomožne vojske, najprej s III. kohorto Hispanorum in VI. kohorto Raetorum in zatem s VII. kohorto Raetorum equitata in XXVI. kohorto voluntariorum civium Romanorum.
V letu štirih cesarjev (69) je skupaj z rimsko vojsko na renski meji podprla svojega poveljnika Vitelija na pohodu na Rim. Vitelija je še pred koncem leta porazil njegov nasprotnik Vespazijan.
Naslednje leto je sodelovala v zatiranju batavijskega upora in rešila štiri legije, ki so jih zajeli uporniki pod vodstvom Gaja Julija Civila. Po zatrtju upora je bila premeščena v Gornjo Germanijo, kjer je Castrum  Moguntiacum (Mainz) delila s XIV. legijo Gemina.
Leta 89 sta legiji v Moguntiacu podprli svojega komandanta Lucija Antonija Saturnina v vstaji proti cesarju Domicijanu. Po neuspelem uporu so legiji ločili in XXI. legijo poslali v Panonijo, kjer so jo leta 92 med boji s Sarmati ob spodnji Donavi uničili, verjetno Roksolani.

## Sklica
1. ↑  Tacit,  Anali, 1.45.
2. ↑  Julian Bennett (1997). Trajan: Optimus Princeps. Routledge. str. 33. COBISS 7178797. ISBN 978-0415165242.

## Vir
- Em. Ritterling, Legio (XXI rapax), Paulys Realencyclopädie der classischen Altertumswissenschaft (RE), XII. zvezek, 2, Stuttgart, 1925, kolone 1781–1791.